# 1833 a tudományban
Az 1833. év a tudományban és a technikában.

## Születések
- május 5. – Ferdinand von Richthofen német földrajztudós, geológus, térképész, vulkanológus, földrajzi felfedező († 1905)
- május 5. – Lazarus Immanuel Fuchs német matematikus, aki a függvényelmélet, differenciálgeometria és variációszámítás területén tevékenykedett († 1902)
- június 29. – Peter Waage norvég kémikus († 1900)
- október 15. – Frederick Guthrie angol kémikus és fizikus († 1886)
- október 17 – Paul Bert francia fiziológus, zoológus († 1886)
- október 21. – Alfred Nobel svéd kémikus, feltaláló, fegyvergyáros, a róla elnevezett díj megalapítója († 1896)

## Halálozások
- január 10. – Adrien-Marie Legendre francia matematikus, többek között a Legendre-polinomok névadója (* 1752)
- január 17. – Friedrich Koenig német feltaláló; feltalálta a hengeres gyorssajtót, ami forradalmasította a könyvnyomtatást (* 1774)
- február 6. – Pierre André Latreille francia zoológus, elsősorban az ízeltlábúakkal foglalkozott (* 1762)
- április 22. – Richard Trevithick angol feltaláló, bányamérnök. Kiemelkedő munkája a magas nyomású gőzgép kifejlesztése, és ő építette az első működő gőzmozdonyt (* 1771)
- július 5. – Nicéphore Niépce francia feltaláló (* 1765)
- október 31. – Johann Friedrich Meckel német anatómus (* 1781)